# Dante Tiñga
Dante O. Tiñga Taguig, 11 mei 1939) is een Filipijns bestuurder en voormalig politicus en rechter.

## Biografie
Dante Tiñga werd geboren op 11 mei 1939 in Taguig in Metro Manilla, toen nog gelegen in de Filipijnse provincie Rizal. Na zijn middelbare schoolopleiding aan de Taguig Institute High School voltooide Tiñga een Associate in Arts-opleiding van de University of the East. In 1960 rondde hij magna cum laude een Bachelor-opleiding rechten af aan dezelfde onderwijsinstelling. In datzelfde jaar slaagde Tiñga bovendien voor het toelatingsexamen (bar exam) van de Filipijnse balie. Met zijn resultaat van 87,7% eindigde hij op de 15e plek van dat jaar. Later, in 1970, voltooide Tiñga nog een Master-opleiding Rechten aan de Universiteit van Californië - Berkeley. Na zijn studie was Tiñga jarenlang advocaat. Zo was hij bij senior-partner bij Santiago, Tinga en Associates van 1978 tot 1984 en senior-partner bij Pimentel, Cuenco, Fuentes, Tinga Law Firm van 1984 tot 1986 en daarna managing-partner van Tinga, Fuentes, Tagle & Malate Law Firm. Ook was hij professor in de Rechten en directeur van de Integrated Bar of the Philippines.
Bij de verkiezingen van 1987 werd Tiñga gekozen in het Filipijns Huis van Afgevaardigden namens het 2e kiesdistrict van Taguig. Zijn termijn in het Huis eindigde na drie opeenvolgende termijn in 1998. Hij was voorzitter van de Committee on Corporations and Francises in zijn eerste termijn als afgevaardigde en voorzitter van de Committee on Energy in zijn tweede en derde termijn.  Van 1989 tot 1993 was hij tevens de decaan van de Rechten-faculteit van de University of the East. Nadien was Tiñga vanaf 1998 decaan van de Rechten-faculteit  van de Polytechnic University of the Philippines tot hij in 2003 door president Gloria Macapagal-Arroyo werd benoemd tot rechter van het Hooggerechtshof van de Filipijnen. Zijn termijn als rechter in de hoogste rechtbank van de Filipijnen duurde tot hij op 11 mei 2009 de voor rechters verplichtte pensioenleeftijd van 70 bereikte.
In december 2022 werd Tiñga door president Ferdinand Marcos jr. benoemd tot waarnemend voorzitter en lid van de raad van bestuur van de Development Bank of the Philippines Development Bank of the Philippines. Hij volgde daarbij Alberto Romulo op. 
Tiñga is getrouwd met Maria Asuncion en kreeg met haar zes kinderen. Zijn zoon Sigfrido Tiñga was ook lid van het Huis van Afgevaardigden.